# Айская улица
Айская улица (баш. Әй урамы) — в Уфе, расположена на территории Кировского района.
Первоначальное название улицы — Байкальская. В 1956 г. улица получила новое название по реке Ай.
Улица начинается от проспекта Салавата Юлаева и заканчивается на проспекте Октября, пересекает улицы: 8 марта, Революционную, Кирова, Харьковскую, Чернышевского.
Часть улицы застроена частными одноэтажными деревянными домами. С 1950-х годов улица застраивалась трёхэтажными, пятиэтажными, многоэтажными жилыми домами, магазинами. На улице находятся предприятия НИИ «Солитон», республиканский проектно-изыскательский институт автомобильных дорог и сооружений транспорта Башкирдортранспроект. Поблизости — кафедральный собор Рождества Богородицы.

## Транспорт
По улице ходят, пересекают и имеют остановки городские автобусы № 3, 13, 39, 17с, 51, 51а, 207, 218, 220, 224, 230, 266, 270. Троллейбусы: 13, 21.

## Известные жители
В доме № 76 проживал писатель Юсуф Гарей.